# 10721 Tuterov
10721 Tuterov eller 1986 QO4 är en asteroid i huvudbältet som upptäcktes den 17 augusti 1986 av den rysk-sovjetiska astronomen Ljudmila Karatjkina vid Krims astrofysiska observatorium på Krim. Den är uppkallad efter Vladimir Tuterov, en vän till upptäckaren.
Asteroiden har en diameter på ungefär fem kilometer.